# WASP-11
Désignations
WASP-11 ou HAT-P-10 est une étoile binaire. Le composant primaire est une naine orange de la séquence principale. Le composant secondaire est une naine M avec une distance angulaire projetée de 42 UA. Le système est situé à environ 424 années-lumière dans la constellation du Bélier,.

## Système planétaire
Une planète semi-jovienne, WASP-11 b (WASP-11 A b), a été détectée autour du composant primaire indépendamment par les équipes de l'Hungarian Automated Telescope Network et de SuperWASP, qui ont toutes deux utilisé la méthode du transit,.
| Planète | Masse                 | Demi-grand axe (ua)         | Période orbitale (jours)  | Excentricité | Inclinaison   | Rayon            |
| ------- | --------------------- | --------------------------- | ------------------------- | ------------ | ------------- | ---------------- |
| b       | 0,532+0,020 −0,021 MJ | 0,043 76+0,000 71 −0,000 67 | 3,722 479 3 ± 0,000 000 7 | < 0,03       | 89,03 ± 0,34° | 0,990 ± 0,022 RJ |